# Argent-Or
Der Argent-Or (auch: Argentor) ist ein Fluss in Frankreich, der im Département Charente in der Region Nouvelle-Aquitaine verläuft. Er entspringt unter dem Namen Argent an der Gemeindegrenze von Saint-Laurent-de-Céris und Saint-Coutant, entwässert zuerst in südwestlicher Richtung, schwenkt dann auf Nordwest und erreicht die Stadt Champagne-Mouton. Hier mündet von rechts das Bächlein Or ein und ab diesem Punkt nennt sich der Fluss Argent-Or. Er strebt jetzt Richtung West und Südwest und mündet nach insgesamt rund 29 Kilometern im Gemeindegebiet von Poursac als linker Nebenfluss in die Charente.

## Orte am Fluss
- Le Vieux-Cérier
- Champagne-Mouton
- Nanteuil-en-Vallée
- Poursac